# Distribución de Weibull
En teoría de la probabilidad y estadística, la distribución de Weibull es una distribución de probabilidad continua. Recibe su nombre de Waloddi Weibull, que la describió detalladamente en 1951, aunque fue descubierta inicialmente por Fréchet (1927) y aplicada por primera vez por Rosin y Rammler (1933) para describir la distribución de los tamaños de determinadas partículas. 

## Definición

### Función de Densidad
Si {\displaystyle X} es una variable aleatoria continua, se dice que {\displaystyle X} tiene una distribución Weibull con parámetros {\displaystyle \alpha ,\lambda >0} y escribimos {\displaystyle X\sim \operatorname {Weibull} (\alpha ,\lambda )} si su función de densidad es
{\displaystyle f(x)=\lambda \alpha (\lambda x)^{\alpha -1}e^{-(\lambda x)^{\alpha }}\qquad x>0}
donde {\displaystyle \alpha } es el parámetro de forma y {\displaystyle \lambda } es el parámetro de escala de la distribución. 
La distribución modela la distribución de fallos (en sistemas) cuando la tasa de fallos es proporcional a una potencia del tiempo:
- Un valor {\displaystyle \alpha <1} indica que la tasa de fallos decrece con el tiempo.
- Cuando {\displaystyle \alpha =1}, la tasa de fallos es constante en el tiempo.
- Un valor {\displaystyle \alpha >1} indica que la tasa de fallos crece con el tiempo.

### Función de Distribución
La función de distribución acumulada de una variable aleatoria {\displaystyle X\sim \operatorname {Weibull} (\alpha ,\lambda )} es
{\displaystyle F(x)=1-e^{-(\lambda x)^{\alpha }}}
para {\displaystyle x>0}.

## Propiedades
Si {\displaystyle X\sim \operatorname {Weibull} (\alpha ,\lambda )} entonces
- La tasa de fallos (hazard) es

{\displaystyle h(x;\alpha ,\lambda )={\lambda \alpha }\left({\lambda x}\right)^{\alpha -1}}
- El {\displaystyle n}-ésimo momento de {\displaystyle X} es

{\displaystyle \operatorname {E} [X^{n}]={\frac {1}{\lambda ^{n}}}\;\Gamma \left(1+{\frac {n}{\alpha }}\right)}
- La función generadora de momentos de {\displaystyle X} está dada por

{\displaystyle M_{X}(t)=\sum _{n=0}^{\infty }{\frac {t^{n}}{\lambda ^{n}n!}}\;\Gamma \left(1+{\frac {n}{\alpha }}\right)}
- La media de la variable aleatoria {\displaystyle X} es

{\displaystyle \operatorname {E} [X]={\frac {1}{\lambda }}\;\Gamma \left(1+{\frac {1}{\alpha }}\right)}
- La varianza de la variable aleatoria {\displaystyle X} es

{\displaystyle \operatorname {Var} (X)={\frac {1}{\lambda ^{2}}}\left[\Gamma \left(1+{\frac {2}{\alpha }}\right)-\Gamma ^{2}\left(1+{\frac {1}{\alpha }}\right)\right]}
- La moda de la variable aleatoria {\displaystyle X} para {\displaystyle \alpha >1} es

{\displaystyle x^{*}={\frac {1}{\lambda }}\left({\frac {\alpha -1}{\alpha }}\right)^{\frac {1}{\alpha }}}
- La asimetría y curtosis de {\displaystyle X} están dadas por

{\displaystyle \gamma _{1}={\frac {\Gamma \left(1+{\frac {3}{\alpha }}\right){\frac {1}{\lambda ^{3}}}-3\mu \sigma ^{2}-\mu ^{3}}{\sigma ^{3}}}.}
y 
{\displaystyle {\begin{aligned}\gamma _{2}&={\frac {-6\Gamma _{1}^{4}+12\Gamma _{1}^{2}\Gamma _{2}-3\Gamma _{2}^{2}-4\Gamma _{1}\Gamma _{3}+\Gamma _{4}}{[\Gamma _{2}-\Gamma _{1}^{2}]^{2}}}\\&={\frac {{\frac {1}{\lambda ^{4}}}\Gamma (1+{\frac {4}{\alpha }})-4\gamma _{1}\sigma ^{3}\mu -6\mu ^{2}\sigma ^{2}-\mu ^{4}}{\sigma ^{4}}}\end{aligned}}}
donde {\displaystyle \Gamma _{i}=\Gamma \left(1+{\frac {i}{\alpha }}\right)}.

## Distribuciones Relacionadas
- La distribución de Weibull desplazada (a través de un parámetro adicional) también se encuentra en la literatura.[2] Tiene función de densidad

{\displaystyle f(x;\alpha ,\lambda ,\theta )={\lambda \alpha }\left[{\lambda (x-\theta )}\right]^{\alpha -1}e^{-({\lambda (x-\theta )})^{\alpha }}\,}
para {\displaystyle x\geq \theta }, donde {\displaystyle \alpha >0} es el parámetro de forma, {\displaystyle \lambda >0} es el parámetro de escala y {\displaystyle \theta }, el de localización.  Coincide con la habitual cuando {\displaystyle \theta =0}.
- Si {\displaystyle X\sim \operatorname {Weibull} (1,\lambda )} entonces {\displaystyle X\sim \operatorname {Exponencial} (\lambda )}.
- Si {\displaystyle X\sim \operatorname {Weibull} \left(2,{\frac {1}{\sqrt {2\sigma ^{2}}}}\right)} entonces {\displaystyle X\sim \operatorname {Rayleigh} (\sigma )}, es decir {\displaystyle X} tiene una distribución de Rayleigh.

- La función de densidad de la distribución de Weibull cambia sustancialmente cuando {\displaystyle \alpha } varía entre 0 y 3 y, en particular, cerca de x=0. Cuando {\displaystyle \alpha <1} la densidad tiende a {\displaystyle \infty } cuando {\displaystyle x} se aproxima a {\displaystyle 0} y la densidad tiene forma de J. Cuando {\displaystyle \alpha =1} la densidad tiene un valor finito en  x=0. Cuando {\displaystyle 1<\alpha <2} la densidad se anula en {\displaystyle 0}, tiene una pendiente infinita en tal valor y es unimodal. Cuando {\displaystyle \alpha =2} la densidad tiene pendiente finita en 0. Cuando {\displaystyle \alpha >2} la densidad y su pendiente son nulas en cero y la densidad es unimodal. Conforme {\displaystyle \alpha } crece, la distribución de Weibull converge a una delta de Dirac soportada en {\displaystyle x=\lambda }.

- La distribución de Weibull también puede caracterizarse a través de la distribución uniforme estándar, si {\displaystyle U\sim \operatorname {U} (0,1)} entonces {\displaystyle {\frac {1}{\lambda }}(-\ln(1-U))^{1/\alpha }\sim \operatorname {Weibull} (\alpha ,\lambda )}. Este resultado permite simular numéricamente la distribución de manera sencilla.

- La distribución de Weibull es un caso especial de la distribución Exponentiated Weibull distribution (de tres parámetros) cuando el parámetro adicional vale 1. También es un caso especial de la generalized extreme value distribution. Fue precisamente en este contexto que fue identificada por Maurice Fréchet in 1927.

## Aplicaciones
La distribución de Weibull se utiliza en:
- Análisis de la supervivencia
- En ingeniería, para modelar procesos estocásticos relacionados con el tiempo de fabricación y distribución de bienes

- Teoría de valores extremos
- Meteorología

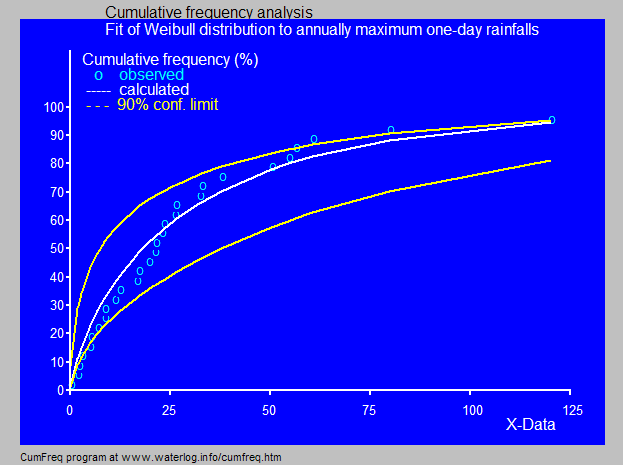
Aplicación de la distribución de probabilidad acumulada de Weibull a lluvias diárias máximas.

- Para modelar la distribución de la velocidad del viento (frecuencia con la que se dan diferentes velocidades de viento)
- En telecomunicaciones
- En sistemas de radar para simular la dispersión de la señal recibida
- En energía solar, para modelar la distribución de irradiación solar anual
- En seguros, para modelar el tamaño de las pérdidas

- En la hidrología, se utiliza la distribución de Weibull para analizar variables aleatorias como valores máximos de la precipitación y la descarga de ríos,[4] y además para describir épocas de sequía.[5]

El imagen azul ilustra un ejemplo de ajuste de la distribución de Weibull a lluvias máximas diarias ordenadas, mostrando también la franja de 90% de confianza, basada en la distribución binomial. Las observaciones presentan los marcadores de posición, como parte del análisis de frecuencia acumulada.